# Anenský vrch (Libavá)
Anenský vrch (německy Bartelsdorfberg) s výškou 566 m n. m. leží nad bývalou vesnicí a poutním místem Stará Voda a kaplí svaté Anny s Královskou studánkou (části Města Libavá) v okrese Olomouc v Olomouckém kraji. Kopec obtékají z východu Lazský potok a z jihozápadu Anenský potok, které pod kopcem tvoří soutok pokračující do řeky Odry. Anenský vrch se nachází ve vojenském újezdu Libavá, na vrcholu jsou vojenské objekty a proto je oficiálně veřejnosti bez povolení nepřístupný.
Na Anenském vrchu stála od roku 1893 kaplička svaté Anny (u cesty ze Staré vody do Města Libavá, na hranici vojenského újezdu Libavá). Sochu vytvořil kroměřížský sochař Antoním Beck. Kaple již neexistuje a je připomínaná informační tabulí.

## Další informace
Na Anenský vrch se lze dostat pouze lesními cestami.
Na Anenském vrchu se provádí vojenské i civilní testy s ostrou ženijní municí, požární testování tlakových nádob a nádrží s hořlavinami a stlačeným plynem aj.
Východním směrem, přes údolí Lazského potoka se nachází masiv Liščího vrchu a Kamenné.
Obvykle jedenkrát ročně je okolí Anenského vrchu přístupné veřejnosti v rámci cyklo-turistické akce Bílý kámen.

## Galerie

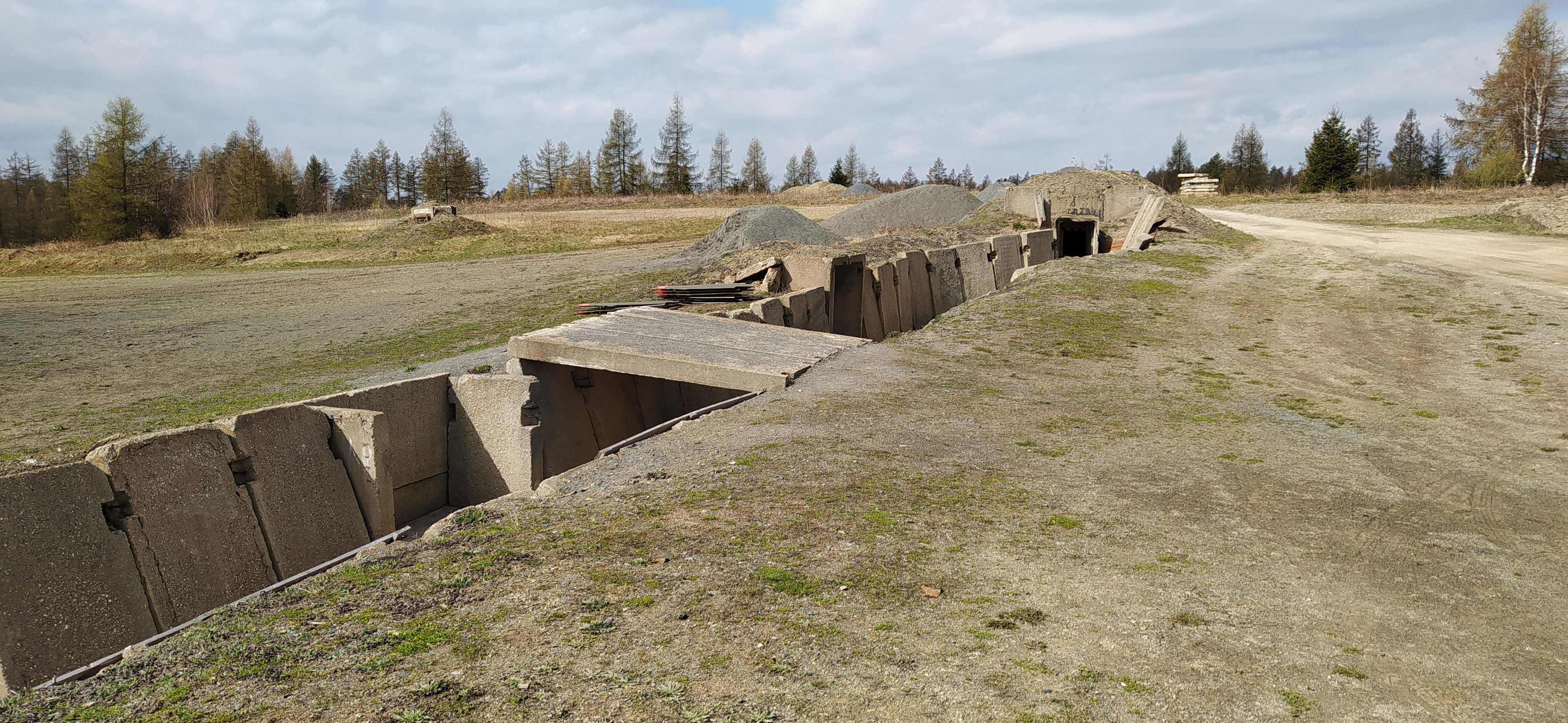
na vrcholu
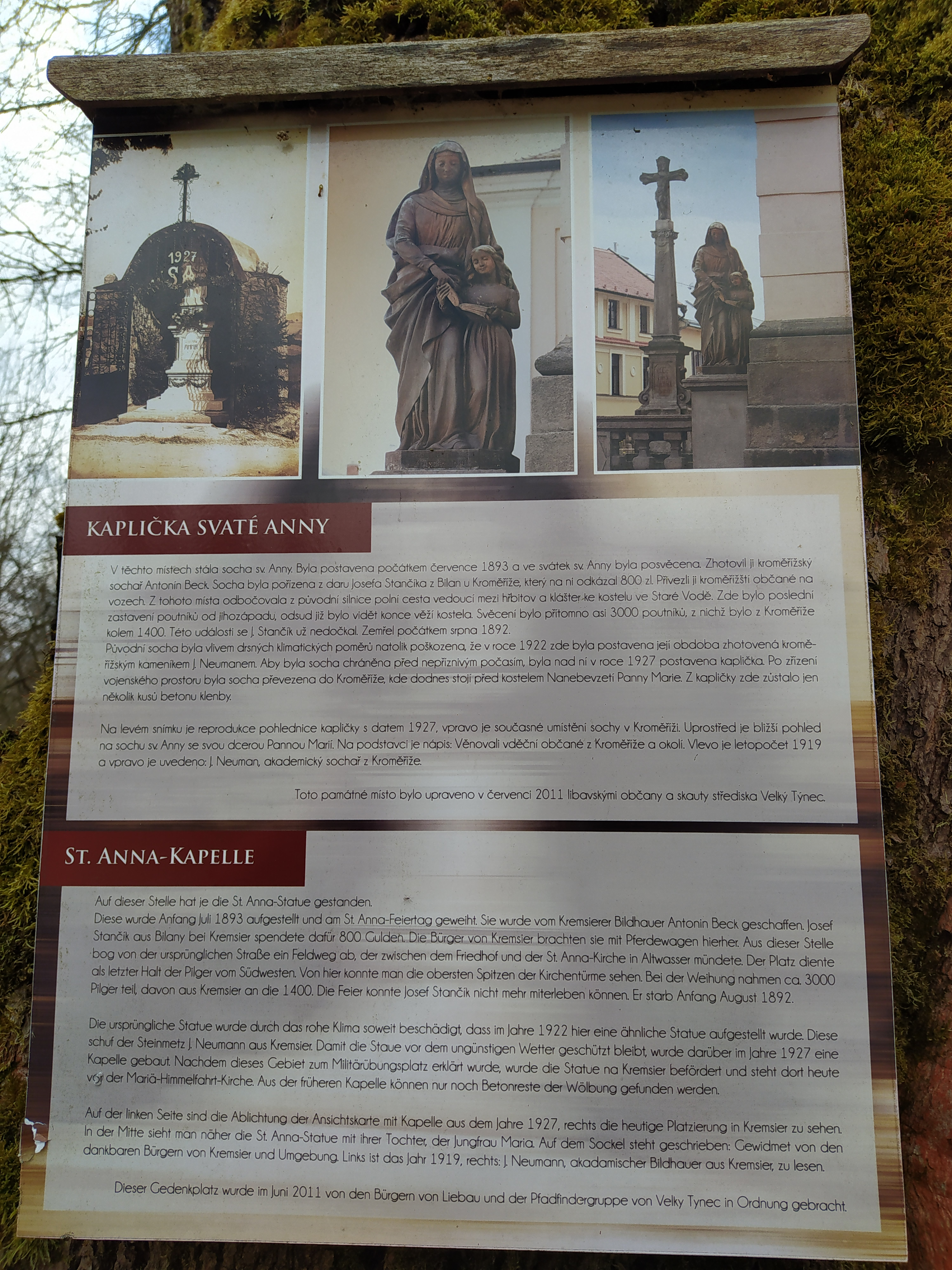
Bývalá kaple sv. Anny, informační tabule
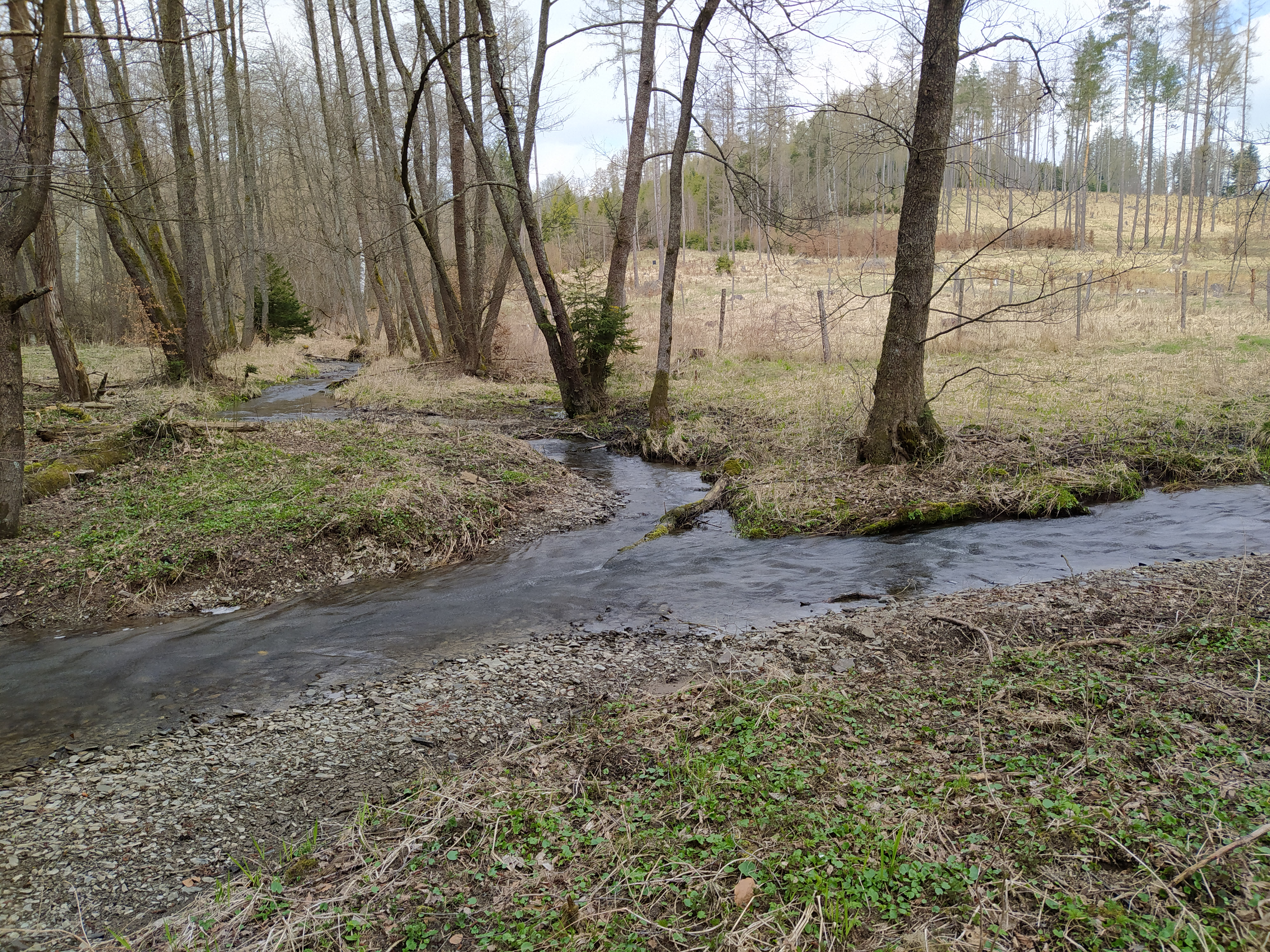
Soutok Lazského potoka a Anenského potoka pod Anenským vrchem
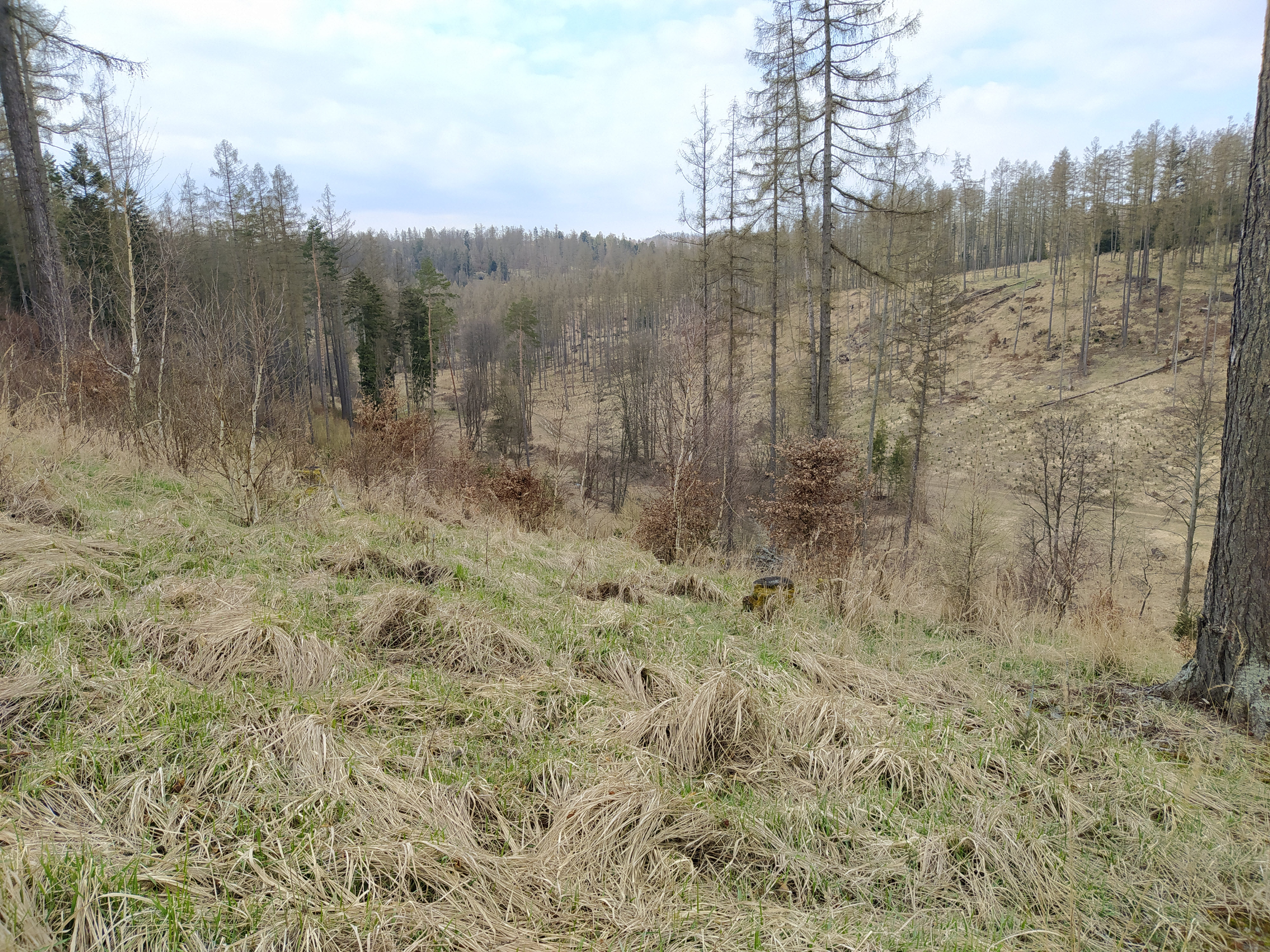
Pohled z Anenského vrchu do Zaječího dolu na Anenský potok